# Kanton Garges-lès-Gonesse
Kanton Garges-lès-Gonesse is een kanton van het Franse departement Val-d'Oise. Kanton Garges-lès-Gonesse maakt deel uit van het arrondissement Sarcelles. 
Het werd opgericht bij decreet van 17 februari 2014, met uitwerking in maart 2015.

## Gemeenten
Het kanton Garges-lès-Gonesse omvat volgende gemeenten:
- Arnouville
- Garges-lès-Gonesse (hoofdplaats)